# Pudarci
Pudarci (Servisch cyrillisch Пударци) is een plaats in de Servische gemeente Grocka. De plaats telt 1410 inwoners (2002).